# Станице духова
Станице духова је најчешћи српски превод немачке речи Geisterbahnhöfe. Овај израз се употребљава да би описао одређене станице Берлинског У-воза и С-воза, које су биле затворене за време поделе Берлина током Хладног рата.
Августа 1961. источнонемачка влада гради Берлински зид, који је означио крај слободе кретања између Источног и Западног Берлина. Као резултат, берлински јавни превоз који се простирао по читавом Берлину, је такође подељен у два различита система. Неке У-воз и С-воз линије су у потпуности остале у једном делу града, а неке у другом; неке линије су биле подељене на граници, па су возови морали саобраћати до ње. 
Међутим, 3 линије - У-воз линије У6 и У8 и једна С-воз линија (Север-југ линија), су пролазиле највећим делом кроз Западни Берлин, али су пролазиле и кроз релативно мали део града који је припадао Источној Немачкој. Те линије су наставиле да служе становницима Западног Берлина; возови нису стајали на станицама лоцираним у Источном Берлину. Због техничких разлога су морали да успоравају док су кроз њих пролазили.
Назив geisterbahnhof је ускоро све чешће прихватан за ове сабласне затворене станице од стране Западњака који си их гледали кроз прозоре док су кроз њих пролазили. Овај назив никад није званично прихваћен; на западноберлинским мапама из тог периода, те станице су једноставно називане Bahnhöfe, auf denen die Züge nicht halten - Станице на којима воз не стаје.. Источнонемачке мапе нису „распознавале“ никакве станице у западном делу града.
Станица Фридрихштрасе (Friedrichstraße), која се налазила у источном делу, није била станица духова, већ је служила као станица за преседање са линије У6 на неколико С-воз станица. Западњаци су могли да иду с једне на другу платформу станице без показивања докумената. 
Ситуација са станицама је више него занимљива, али и компликована. Линије на којима су се налазиле су биле од виталног значаја за Западни Берлин, али због тога што су се станице налазиле на територији Источне Немачке, створио се проблем око одржавања шина на том делу линије. Ако би се воз у том делу покварио, путници су морали да чекају источнонемачку граничну полицију да би их пропратила из станице. Влада Источне Немачке је јасно рекла да је ово проблем који би омогућио могући илегални прелазак државне границе. Али, ова ситуација је као статус кво, трајала пуних 28 година.
После пада Берлинског зида, новембра 1989, град и Немачка влада су уложили значајна средства за обнову метро система. Систем је комплетно рестауриран 2002, а прва станица духова је отворена 11. новембра 1989, два дана после пада Берлинског зида. Током немачког уједињења 1990, све станице духова су поново отворене. Први који су улазили у њих су остављали своје потписе на зидовима станица који се нису мењали од 1961.
Следи потпуна листа берлинских станица духова која укључује само оне станице у Источној Немачкој кроз које су западни возови пролазили без заустављања; постојале су и друге станице на обе стране које су биле затворене током поделе.
Воз Север-југ
- Борнолмер улица (Bornholmer Straße)
- Северна станица (Nordbahnhof)
- Оранибургер улица (Oranienburger Straße)
- Под Липама (Unter den Linden)
- Потсдамски трг (Potsdamer Platz)

У6
- Црноглавска улица (Schwartzkopffstraße)
- Северна сраница (Nordbahnhof) (Данас се зове Циновицер улица (Zinnowitzer Straße))
- Ораниербургер Тор (Oranienburger Tor)
- Француска улица (Französische Straße)
- Градски центар (Stadtmitte) (само У6 станица је била затворена; источнонемачки У2 возови су наставили да стају овде)

1971. године, источнонемачка влада је Црноглавској улици (Schwartzkopffstraße) дала ново име – Стадион Светских омладинаца (Stadion der Weltjugend). Овуда су пролазили само западни возови. Старо име је враћено 1991. 
У8
- Бернауер улица (Bernauer Straße)
- Трг Реозенталер (Rosenthaler Platz)
- Ваинмајстерска улица (Weinmeisterstraße)
- Александарплац (Alexanderplatz) (само У8 станица је била затворена; источнонемачки возови У2, У5, и С-воз возови су наставили да стају овде)
- Јановицбрике (Jannowitzbrücke)
- Улица Хајнриха Хајнеа (Heinrich-Heine-Straße)